# Малахов, Михаил Георгиевич
Михаи́л Гео́ргиевич Мала́хов (8 октября 1953, село Кузьминское, Рязанская область) — российский путешественник и полярный исследователь, государственный и общественный деятель, Герой Российской Федерации (1995), обладатель престижной национальной премии «Хрустальный компас».

## Биография
Окончил среднюю школу в Рязани, затем учился в Рязанском медицинском институте и аспирантуре при нём. Защитил кандидатскую диссертацию по вопросам грудной хирургии. Работал ассистентом кафедры туберкулеза и кафедры лечебной физкультуры Рязанского медицинского института в 1977—1990 годах. Занимался вопросами хирургии, изучением адаптации человека к условиям низких температур, предельных физических и психологических нагрузок. Опубликовал более двадцати научных работ. С 1990 года Малахов работал председателем Совета директоров ООО «Центр Полюс», затем занимал должности пресс-секретаря и заместителя генерального директора Рязанской ГРЭС.
Малахов как учёный внёс большой вклад в исследование выживания и психологии человека в экстремальных условиях. В 1975 году совершил свое первое путешествие на Север и последующие пять лет активно участвовал в заполярных историко-географических летних экспедициях, посвященных, в том числе, поискам следов экспедиций В. А. Русанова на Югорском полуострове, полуострове Таймыр, островах Карского моря. За этим последовало приглашение в 1979 году в состав полярной экспедиции газеты «Комсомольская правда».
В 1982—1983 годах принял участие в работе 28-й Советской Антарктической экспедиции в качестве врача. Был одним из ведущих участников советской экспедиции «Полярная ночь»: в 1986 году было пройдено 700 километров на лыжах от дрейфующей станции «СП-26» через Полюс относительной недоступности до дрейфующей станции «СП-27». Впервые лыжня в Северном ледовитом океане была проложена в темноте полярной ночи. За это достижение в 1986 году был удостоен награды Почетный полярник.
В 1988 году в составе советско-канадской трансарктической лыжной экспедиции «Полярный мост» (Polar Bridge) пересек за 91 день на лыжах Северный ледовитый океан от мыса Арктический (архипелаг Северная Земля) до острова Уорд Хант (Канада). В следующем году был участником экспедиции «Ледовая прогулка» («Icewalk») под патронажем ООН от мыса Колумбия (Канада) до Северного полюса. По итогам «Ледовой прогулки» стал первым русским путешественником, покорившим Северный полюс с канадской стороны. Совместно с канадцем Ричардом Вебером Малахов четырежды совершал походы, целью которых было достижение Северного полюса. 13 февраля — 15 июня 1995 года Малахов и Вебер прошли по дрейфующим льдам от Канады до Северного полюса, а затем так же вернулись обратно, пройдя в общей сложности более чем две тысячи километров.
Возглавлял ряд антарктических экологических экспедиций. С 2001 года — председатель Рязанского областного отделения Русского географического общества. С 2008 года — руководитель проекта «Географическое наследие России». Организатор 11 научно-исследовательских экспедиций на Аляску по следам русских первопроходцев в 2009—2017 годах, 3 экспедиций на Шпицберген (2014, 2016), экспедиции в Среднюю Азию (2018). Автор научных статей, инициатор создания музея путешественников.
Малахов активно занимается общественной деятельностью, избирался депутатом Государственной Думы Российской Федерации вместо убитого Сергея Юшенкова. В настоящее время проживает и работает в Рязани.

## Награды и звания
- Указом Президента Российской Федерации от 7 декабря 1995 года за «героизм, мужество и стойкость, проявленные во время длительного уникального автономного похода на Северный полюс и возвращение на материк, укрепление международного приоритета России в полярных исследованиях» Михаил Малахов был удостоен высокого звания Героя Российской Федерации с вручением медали «Золотая Звезда»[1]
- Награждён орденом Дружбы народов (1988), орденом «За личное мужество» (1993), рядом иностранных наград[1]
- Почётный гражданин Рязани (1993)[4]
- Почётный полярник СССР (1986)[2]
- Почётный радист СССР
- Заслуженный мастер спорта СССР (1988)
- Почётный доктор САФУ (2020)
- Памятная медаль Хабаровского отделения РГО им. А. Ф. Миддендорфа «За изучение Приамурья» (2022)[5]